# Pterygogramma breviclavatum
Pterygogramma breviclavatum är en stekelart som beskrevs av Lin 1994. Pterygogramma breviclavatum ingår i släktet Pterygogramma och familjen hårstrimsteklar. Inga underarter finns listade i Catalogue of Life.